# Kamienica przy ulicy Ruskiej 22 we Wrocławiu
Kamienica przy ulicy Ruskiej 22 we Wrocławiu – kamienica stojąca przy ulicy Ruskiej 22 na Starym Mieście we Wrocławiu.

## Historia kamienicy
Od XIV i XV wieku na posesji nr 22 znajdował się dwupiętrowy, dwuskrzydłowy, trzyosiowy gotycko-renesansowy dom, dwutraktowy, a następnie trzytraktowy, z drewnianymi zabiegowymi schodami w środkowym trakcie z doświetlającym szybem. Pozostałości z tego okresu zachowały się w piwnicznych murach. W połowie XVIII wieku kamienica została przebudowana. Dodana została wówczas czwarta kondygnacja będąca dolną kondygnacją mansardowego dachu; fasada uzyskała wówczas obecną formę i zakończona została jednokondygnacyjnym szczytem w formie jednoosiowej edykuli ujętej w wolutowe spływy. Na pierwszej i drugiej kondygnacji znajdowały się proste gzymsy oparte na wolutowych wspornikach. Pomiędzy oknami umieszczone zostały płyciny pokryte fakturalnym tynkiem. W 1898 roku przebudowany został parter kamienicy, zmieniono układ ścian w przednim trakcie, powstał nowy otwór drzwiowy, witryna i połączono ją na tym poziomie z sąsiednią kamienicą nr 23.
W latach 1852–1868 w budynku mieściła się żydowska szkoła religijna, tzw. szkoła dla dziewcząt panny Pauliny Friedländer. Pod koniec XIX wieku w oficynach budynku znajdowała się fabryka mydła. W latach 1890–1891 ich właściciel Robert Kalinke przebudował wnętrza oficyn i wybudował nad nimi wysoki komin.

## Po 1945 roku
W 1998 roku kamienica została wyremontowana, przy czym zupełnie zniszczono pierwotny układ wnętrz, zlikwidowano barokowe schody oraz powiększono okna w fasadzie, usuwając przy tym oryginalne barokowe kamienne parapety. Budynek został otynkowany.